# Rochet-Schneider

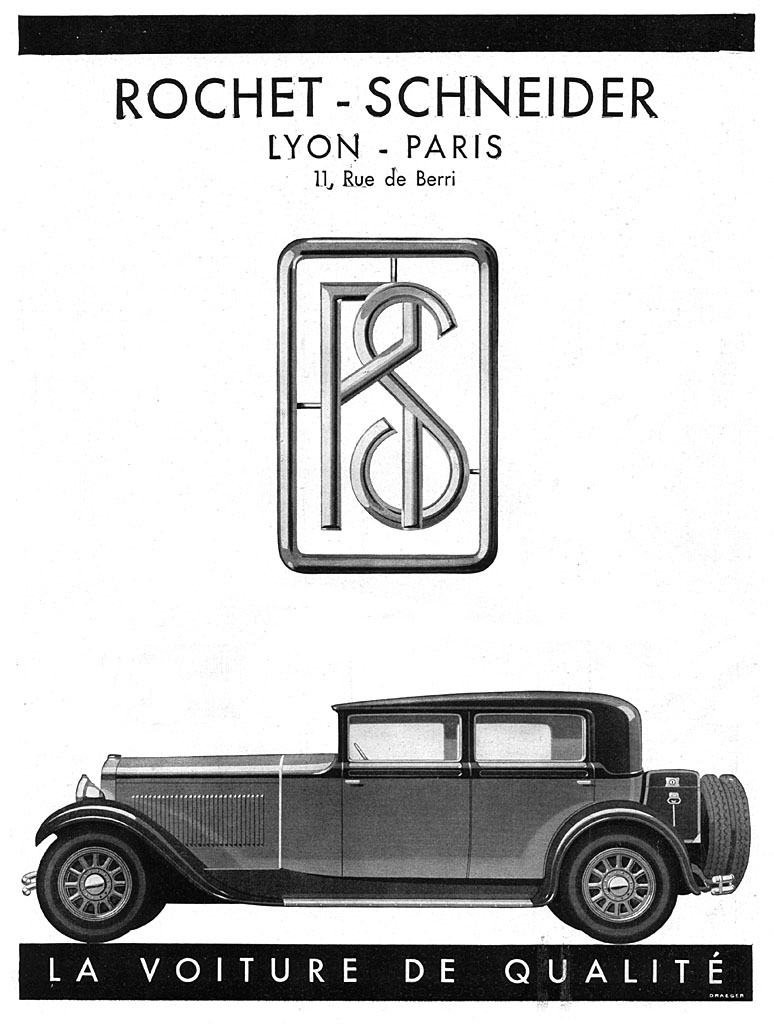
Advertentie uit 1930 in het Franse tijdschrift L'Illustration.

Rochet-Schneider was een Frans automerk.
In 1889 werd Société de Construction Vélocipédique du Rhône opgericht door Edouard Rochet, een monteur, en Théophile Schneider een fabrikant van zijde. Er werden aanvankelijk alleen fietsen gemaakt. In 1892 begonnen de oprichters voorzichtig te denken aan motorvoertuigen en de naam werd aangepast naar Société Lyonnaise de Construction Vélocipédique et Automobile Rochet & Schneider. In 1894 lag er een ontwerp van de eerste auto met riemoverbrenging en een horizontaal gemonteerde eencilindermotor.
In 1896 werd de eerste auto op de markt gebracht. Het was een der eerste firma's in Lyon die dit deed. De auto's stonden aanvankelijk niet bol van de innovatie; de auto's uit 1904 hadden bijvoorbeeld nog immer een houten chassis dat met staal versterkt was.
In 1909 trad Théodore Schneider terug en richtte zijn eigen zaak op, Automobiles Th. Schneider.
Tijdens de Eerste Wereldoorlog schakelde Rochet-Schneider over op oorlogsproductie. Ze maakten vracht- en ziekenwagens en granaten voor het leger. Na de oorlog was het moeilijk voor de firma zich staande te houden in de autofabricage en in 1932 stopte de autoproductie.
In de jaren dertig maakte het vrachtwagens met een laadvermogen tussen de twee en 12 ton. De vrachtwagens waren uitgerust met een vier- of zescilinder benzine- of dieselmotor. Het Franse leger was geen grote afnemer, maar de vrachtwagens die er waren werden in de oorlog overgenomen door het Duitse leger. Het bedrijf lag in in het onbezette deel van Frankrijk, Vichy-Frankrijk, en kreeg orders van de Wehrmacht voor de levering van 15 à 30 voertuigen per maand. Veel van deze wagens werden uitgerust met houtgasgenerator.
Vrachtwagens bleef de fabriek maken tot het in december 1959 werd overgenomen door Berliet. In de jaren vijftig was Rochet-Schneider begonnen met de ontwikkeling van een zwaar legervoertuig met de type aanduiding T-6. Berliet ging door met het project en in 1959 werd het voertuig geleverd aan het Franse leger als Berliet GBU 15.
De wagens van Rochet-Schneider werden in licentie gemaakt door Nagant, FN, Florentia en Martini.

## Afbeeldingen

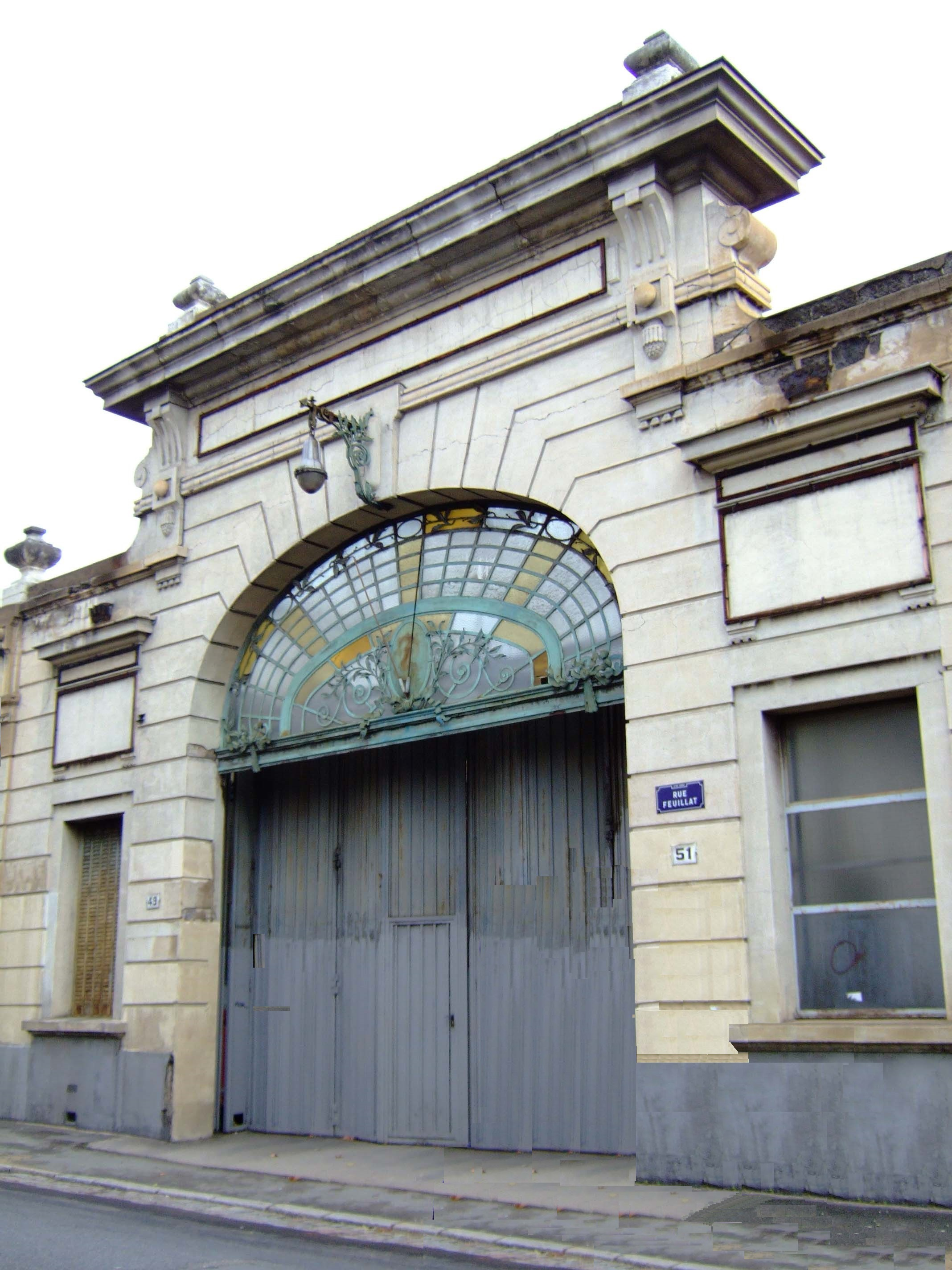
De fabriek van R-S aan 51 rue Feuillat te Lyon voor de restauratie
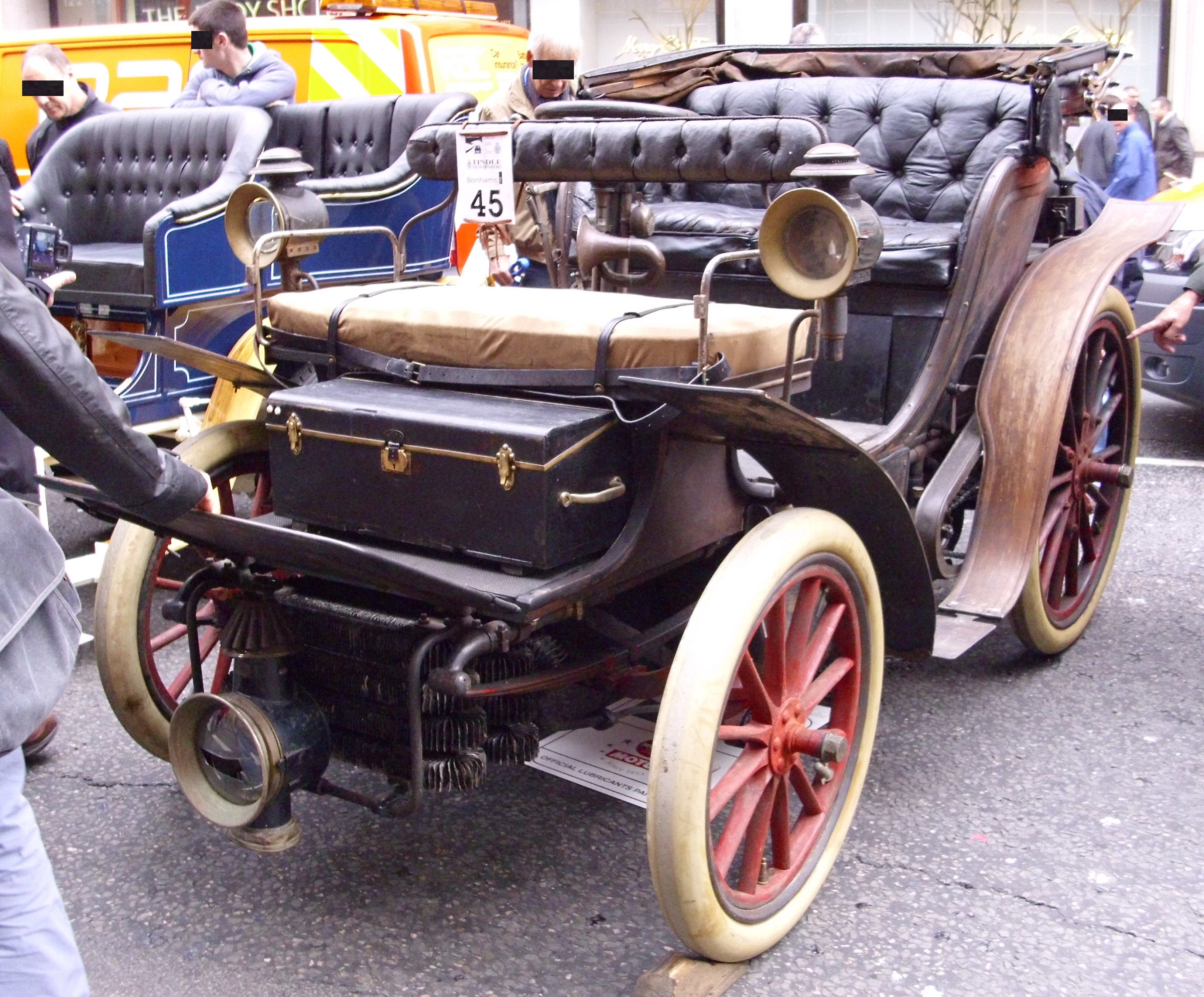
Rochet-Schneider (1899)
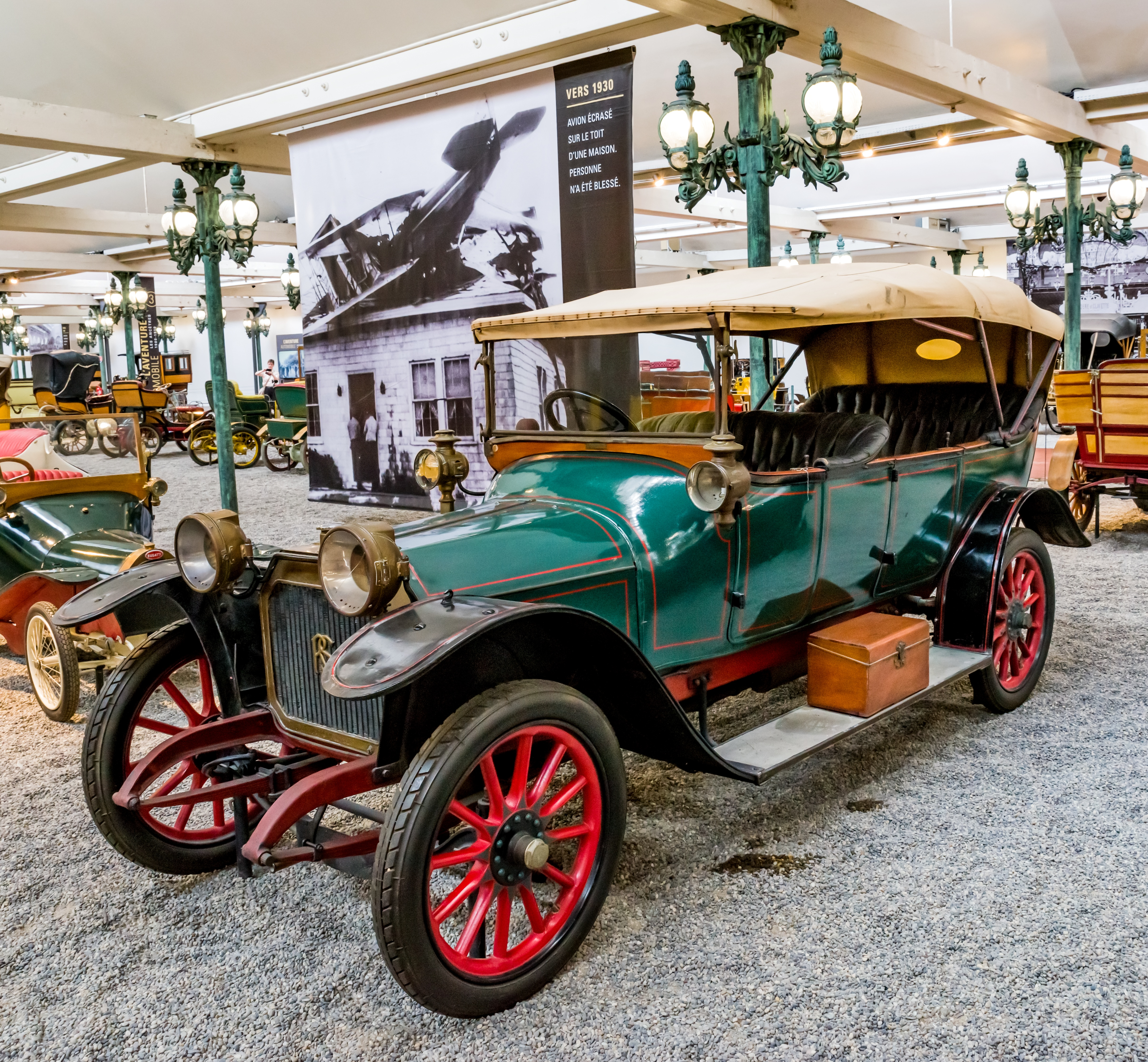
R-S Torpedo Type 12 HP (1911)
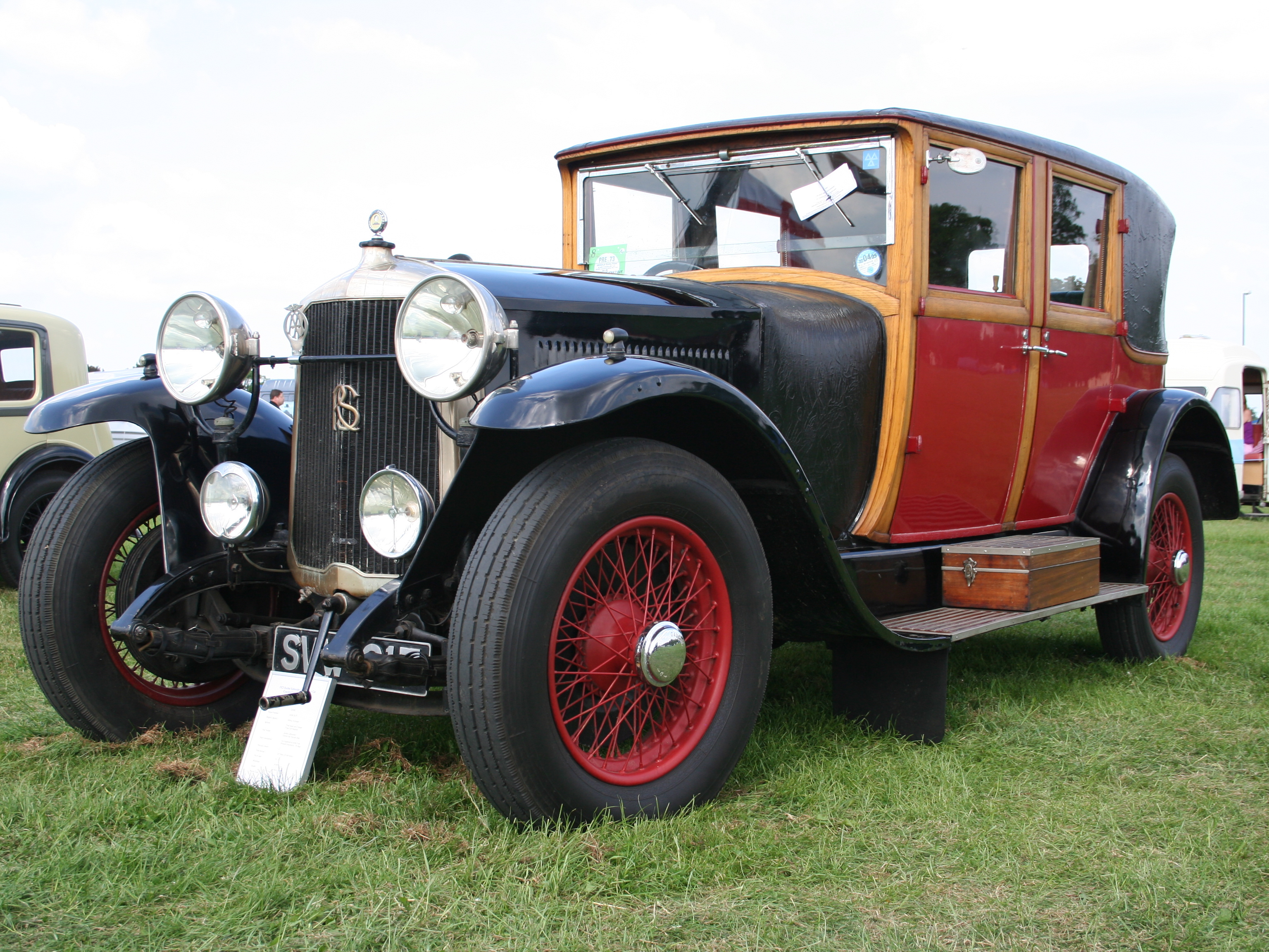
R-S 20 HP saloon (1923)
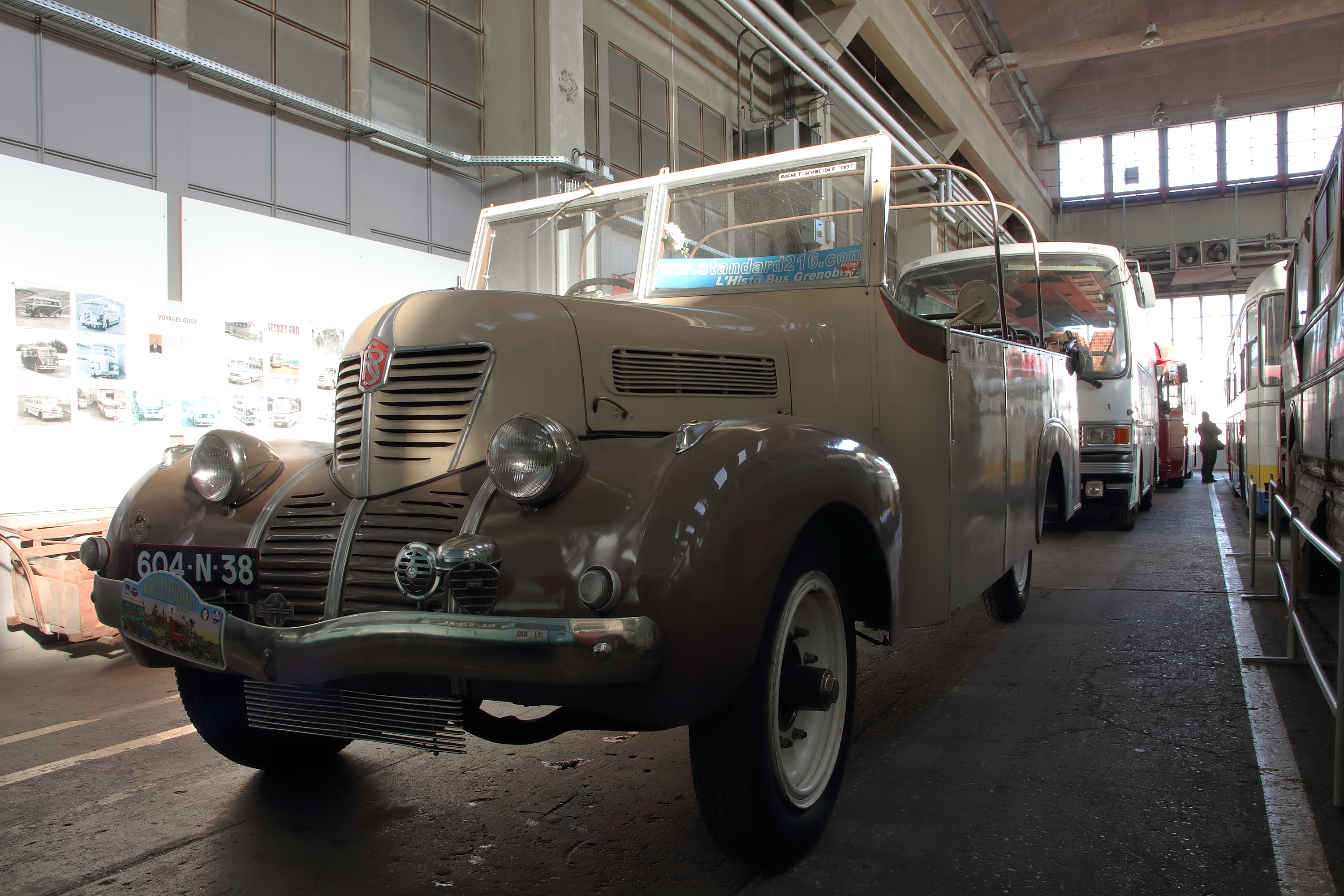
R-S Torpédo
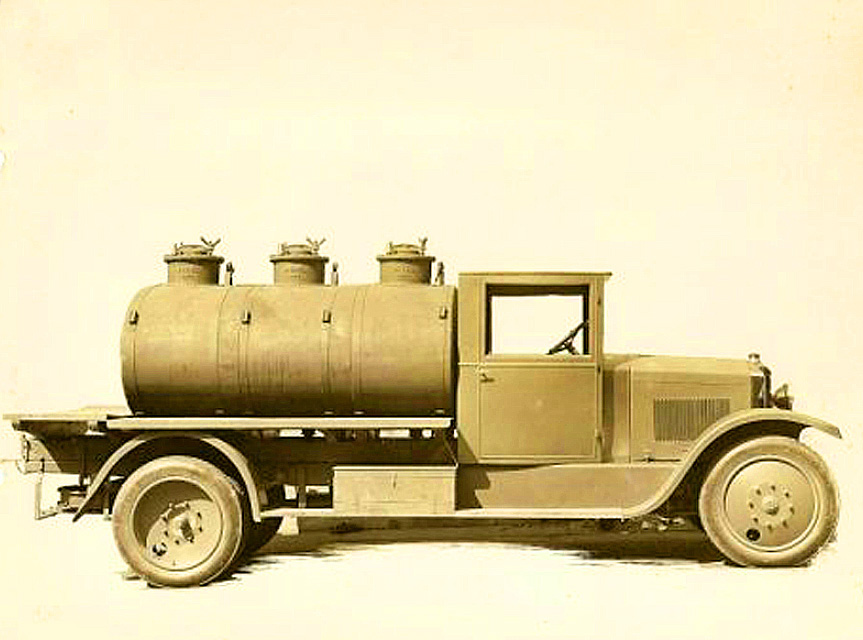
Tankwagen

- Virtual International Authority File: 245385778